# Szkoła Podstawowa i Przedszkole z Polskim Językiem Nauczania w Suchej Górnej
Szkoła Podstawowa i Przedszkole z Polskim Językiem Nauczania Sucha Górna, j.b. (cz. Základní škola a mateřská škola s polským jazykem vyučovacím Horní Suchá, p.o.), w skrócie PSP Sucha Górna – dziewięcioletnia polskojęzyczna szkoła podstawowa w Suchej Górnej na Zaolziu – w kraju morawsko-śląskim w Czechach.

## Historia

### Początki
Dzieje szkolnictwa polskiego w Suchej Górnej wiążą się z powstaniem w 1810 roku tzw. szkoły filialnej lub średniej, która była zależna od miejscowych katolickich władz kościelnych. Posiadała tylko jedną klasę i nauczano w niej w ubogich warunkach. Trzema przedmiotami, które już wtedy obowiązywały uczniów były czytanie, pisanie i religia. Wraz ze zwiększającą się liczbą uczniów zaistniała potrzeba wzniesienia nowego budynku, który mógłby pomieścić więcej dzieci. Dlatego w 1838 roku oddano do użytku nowy, murowany, parterowy gmach szkolny, do którego w roku szkolnym 1869/1870 dobudowano piętro. Od tamtej pory nauczano już w dwóch klasach. W tym samym roku ogłoszono nową ustawę, która zmieniła status wszystkich szkół na publiczne. Na mocy jej postanowień zarządzanie szkołami przekazano miejscowym, powiatowym i krajowym Radom Szkolnym. Z powodu budowy kolonii górniczych w okolicy wciąż zwiększała się liczba uczniów górnosuskiej szkoły, toteż w 1903 roku powstał kolejny gmach szkolny. W roku szkolnym 1912/1913 budynek dodatkowo powiększono.

### I wojna światowa
Podczas Wielkiej Wojny nauczanie stało się nieregularne. Częste były nieobecności samych uczniów – głównie z powodu złej sytuacji materialnej i konieczności pomagania w gospodarstwie domowym. Taki stan rzeczy utrzymał się do końca wojny.

### Czasy I Republiki Czechosłowackiej
Po roku 1920 sytuacja w szkole poprawiła się, chociaż władze odrzucały wnioski o rozszerzenie zakresu nauczania. W tym okresie do szkoły uczęszczało aż 630 dzieci, najwięcej w jej dziejach. W 1927 roku zezwolono na otwarcie szkoły wydziałowej, którą umieszczono w budynku szkoły ludowej. Ponieważ nauczyciele uczyli w przepełnionych klasach tzw. czerwonej szkoły (otwartej w 1904 roku), znów szybko zaistniała potrzeba wybudowania nowego gmachu. 28 października 1928 roku (w dniu 10. rocznicy powstania Czechosłowacji) położono kamień węgielny budynku, który otwarto 31 sierpnia 1930 roku. W ten sposób powstał tzw. żółty budynek, w którym szkoła mieści się do dziś. Od tamtej pory liczba uczniów zaczęła się zmniejszać.
Jednak w związku z zajęciem Zaolzia przez Wojsko Polskie w październiku 1938 roku i zamknięciem szkół czeskich, liczba uczniów w miejscowej polskiej placówce podniosła się o ok. 70%.

### II wojna światowa
W pierwszych dniach konfliktu Niemcy wywieźli lub wprost zniszczyli wszystkie pomoce dydaktyczne. Spalili podręczniki oraz np. mapy ścienne. Utworzono tzw. Volksschule (niem. „szkoła ludowa”), do której zapisy przeprowadzono pod koniec 1939 roku. Uczęszczały do niej wyłącznie dzieci narodowości niemieckiej oraz dzieci, których rodzice podpisali Volkslisty. Jej patronem został Albert Leo Schlageter (Albert Leo Schlagetter Schule lub Leo Schlagetter Schule). Oprócz tego władze niemieckie otworzyły szkołę wieczorową, w której polska młodzież przygotowywana była do wypełniania roli siły roboczej. Nauczano w niej także ideologii nazistowskiej. W 1943 roku do wioski sprowadzono żeńskie seminarium nauczycielskie Deutsche Mädel Lehrerbildungsanstalt (lub Deutsche Mädel Lehranstalt). W lutym 1945 roku oba budynki miejscowych szkół zajęły władze wojskowe. Budynek szkoły ludowej zamieniono w szpital wojskowy, a gmach szkoły wydziałowej w magazyn broni i amunicji. Po tym jak 3 maja 1945 r. do Suchej Górnej wkroczyły oddziały radzieckie, już we wrześniu wznowiono naukę.

### Okres powojenny
Ustawa z 21 kwietnia 1948 r. zmieniła nazwę szkoły na Szkołę Średnią z Polskim Językiem Nauczania w Suchej Górnej. Stała się placówką socjalistyczną. W 1952 roku zaczęły pojawiać się pierwsze polskie podręczniki.

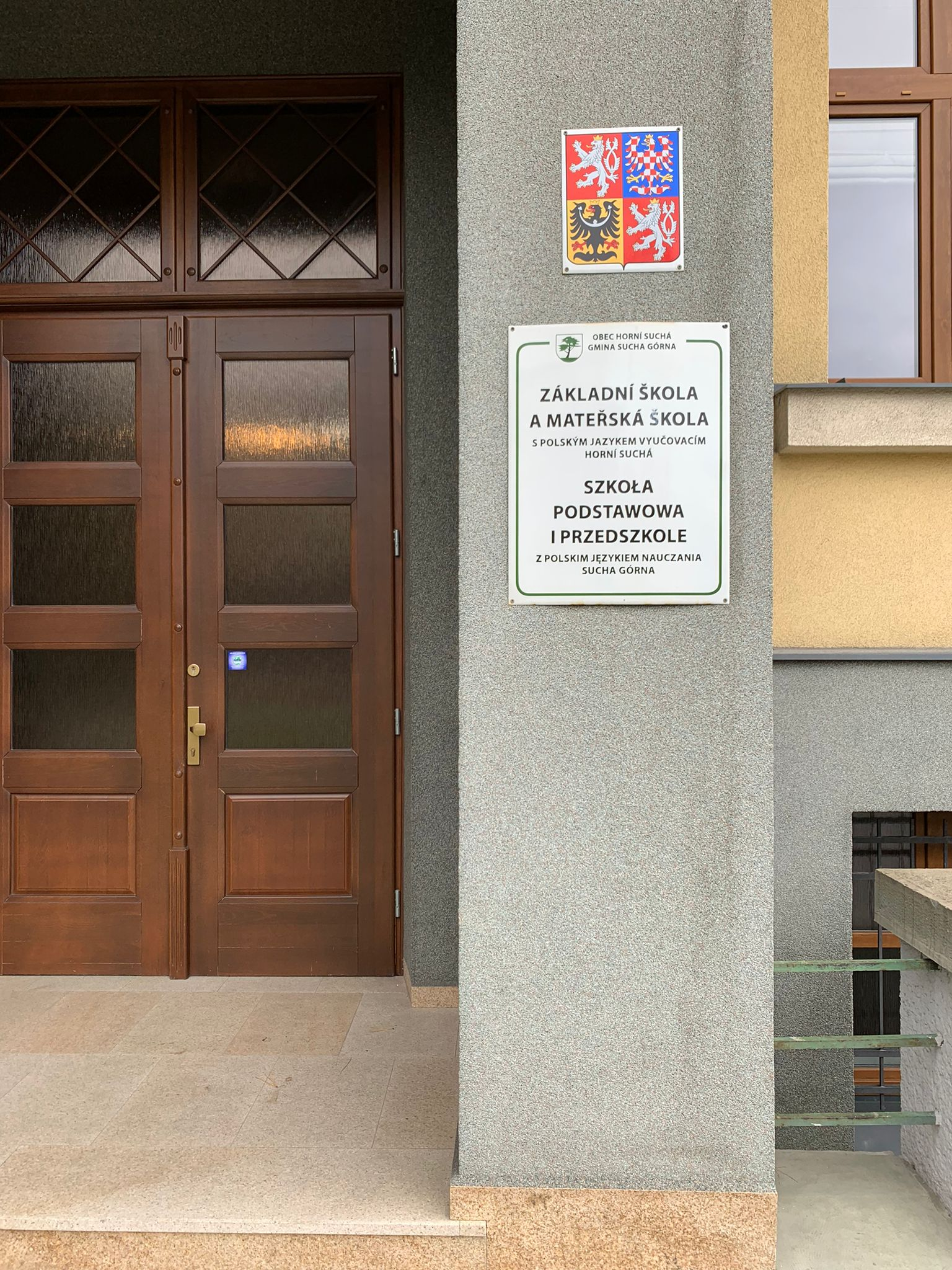
Dwujęzyczna tablica na budynku Polskiej Szkoły Podstawowej w Suchej Górnej

1 września 1953 r. nazwę szkoły ponownie zmieniono na Ośmioletnią Szkołą Średnią z Polskim Językiem Nauczania w Suchej Górnej. W roku szkolnym 1960/1961 wprowadzono dziewięcioletni obowiązek szkolny, toteż powstała Dziewięcioletnia Szkoła Podstawowa z Polskim Językiem Nauczania w Suchej Górnej. Istotnym problemem był fakt, że w jednym budynku kształciły się zarówno dzieci czeskie, jak i polskie, co powodowało przepełnienie szkoły. Sytuacja poprawiła się dopiero z otwarciem szkoły czeskiej w 1961 roku.
Od 1982 roku do górnosuskiej podstawówki (która została tzw. szkołą zbiorową) zaczęły uczęszczać także dzieci z okolicznych wsi, np. Suchej Średniej (jednej z dzielnic Hawierzowa), Olbrachcic, Cierlicka, Karwiny 2 i Stonawy.

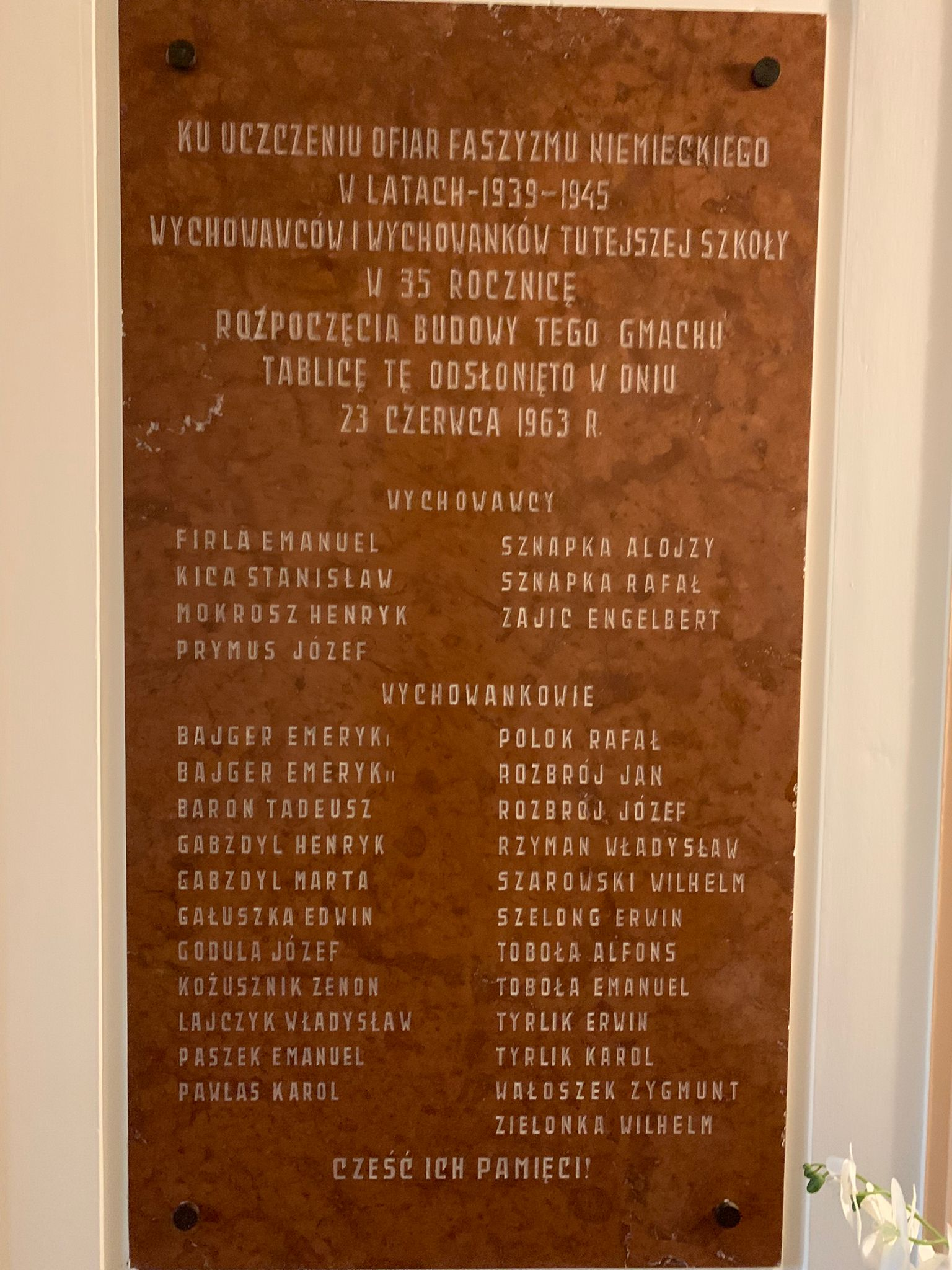
Tablica pamiątkowa w PSP Sucha Górna upamiętniająca ofiary okupacji niemieckiej

W roku szkolnym 1995/1996, sześć lat po aksamitnej rewolucji, dyrekcja szkoły zdecydowała się eksperymentalnie wprowadzić plan nauczania tzw. Szkoły Powszechnej, jednak próba ta nie dała oczekiwanych wyników, wobec czego zaczęto realizować plan nauczania Szkoły Podstawowej, który obowiązuje do dziś.
W roku 2001 szkoła uzyskała osobowość prawną.

## Statystyki

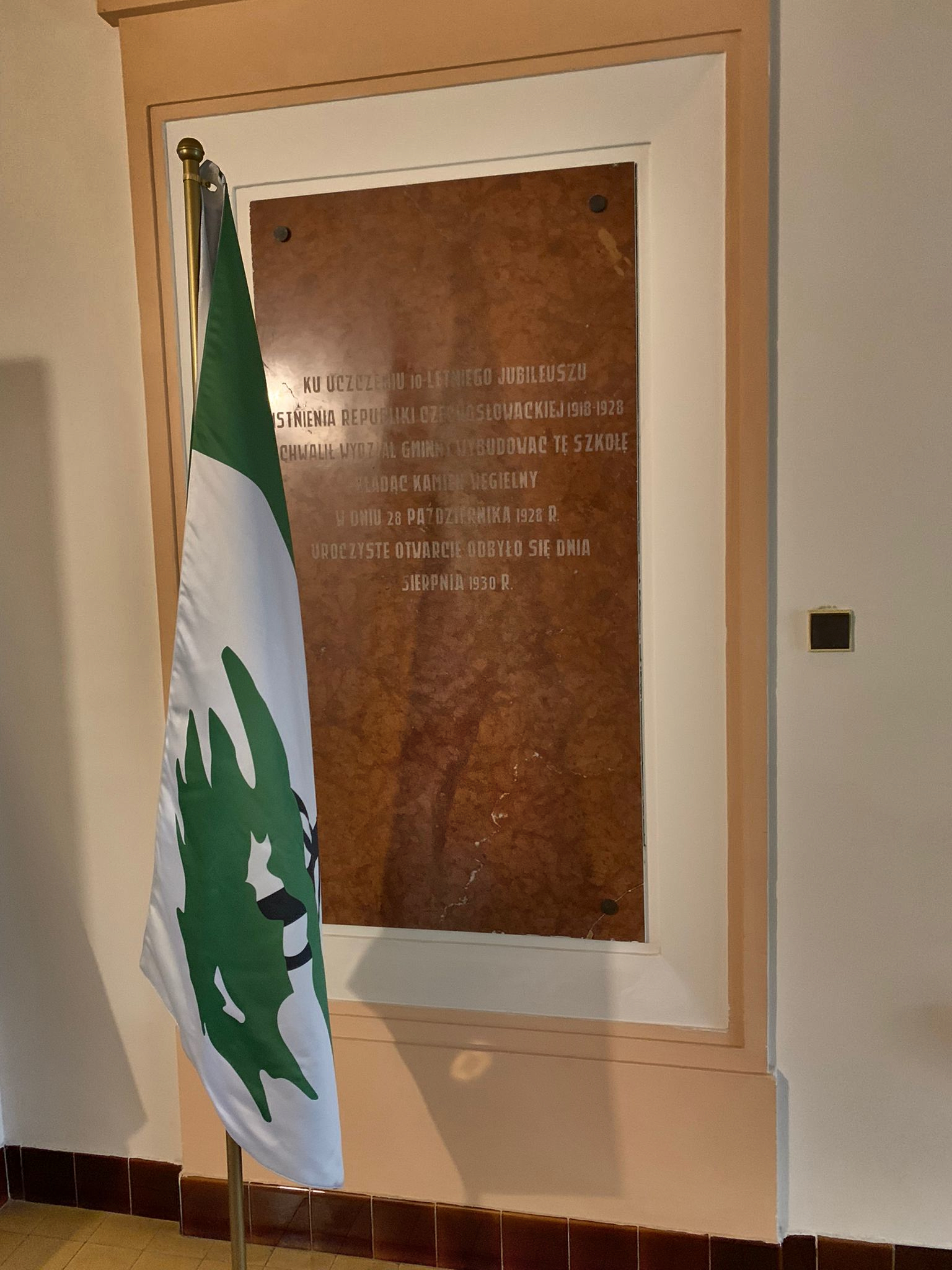
Tablica pamiątkowa w PSP Sucha Górna z okazji wybudowania gmachu w 10. rocznicę powstania Czechosłowacji

Niektóre z zamieszczonych tu informacji od 2021-11 wymagają weryfikacji.
Dokładniejsze informacje o tym, co należy poprawić, być może znajdują się w dyskusji tego artykułu.
 Po wyeliminowaniu niedoskonałości należy usunąć szablon [[Szablon:Dopracować|]] z tego artykułu.
| Rok szkolny | Nazwa szkoły                       | Liczba klas | Liczba uczniów |
| ----------- | ---------------------------------- | ----------- | -------------- |
| 1927/28     | Szkoła Wydziałowa                  | 3           | 136            |
| 1928/29     | Szkoła Wydziałowa                  | 3           | 131            |
| 1929/30     | Szkoła Wydziałowa                  | 4           | 139            |
| 1930/31     | Szkoła Wydziałowa                  | 5           | 168            |
| 1931/32     | Szkoła Wydziałowa                  | 6           | 193            |
| 1932/33     | Szkoła Wydziałowa                  | 7           | 232            |
| 1933/34     | Szkoła Wydziałowa                  | 7           | 265            |
| 1934/35     | Szkoła Wydziałowa                  | 7           | 278            |
| 1935/36     | Szkoła Wydziałowa                  | 7           | 278            |
| 1936/37     | Szkoła Wydziałowa                  | 7           | 288            |
| 1937/38     | Szkoła Wydziałowa                  | 7           | 279            |
| 1938/39     | Szkoła Wydziałowa                  | 7           | 286            |
| 1939–1945   | –                                  |             |                |
| 1945/46     | Szkoła Wydziałowa                  | 5           | 206            |
| 1946/47     | Szkoła Wydziałowa                  | 6           | 213            |
| 1947/48     | Szkoła Wydziałowa                  | 5           | 183            |
| 1948/49     | Szkoła Średnia                     | 5           | 163            |
| 1949/50     | Szkoła Średnia                     | 5           | 186            |
| 1950/51     | Szkoła Średnia                     | 6           | 190            |
| 1951/52     | Szkoła Średnia                     | 7           | 208            |
| 1952/53     | Szkoła Średnia                     | 8           | 262            |
| 1953/54     | Ośmioletnia Szkoła Średnia         | 13          | 431            |
| 1954/55     | Ośmioletnia Szkoła Średnia         | 12          | 409            |
| 1955/56     | Ośmioletnia Szkoła Średnia         | 12          | 361            |
| 1956/57     | Ośmioletnia Szkoła Średnia         | 13          | 337            |
| 1957/58     | Ośmioletnia Szkoła Średnia         | 13          | 340            |
| 1958/59     | Ośmioletnia Szkoła Średnia         | 14          | 360            |
| 1959/60     | Dziewięcioletnia Szkoła Podstawowa | 15          | 356            |
| 1960/61     | Dziewięcioletnia Szkoła Podstawowa | 12          | 361            |
| 1961/62     | Dziewięcioletnia Szkoła Podstawowa | 12          | 379            |
| 1962/63     | Dziewięcioletnia Szkoła Podstawowa | 13          | 347            |
| 1963/64     | Dziewięcioletnia Szkoła Podstawowa | 12          | 347            |
| 1964/65     | Dziewięcioletnia Szkoła Podstawowa | 12          | 336            |
| 1965/66     | Dziewięcioletnia Szkoła Podstawowa | 13          | 335            |
| 1966/67     | Dziewięcioletnia Szkoła Podstawowa | 13          | 310            |
| 1967/68     | Dziewięcioletnia Szkoła Podstawowa | 12          | 285            |
| 1968/69     | Dziewięcioletnia Szkoła Podstawowa | 11          | 257            |
| 1969/70     | Dziewięcioletnia Szkoła Podstawowa | 11          | 247            |
| 1970/71     | Dziewięcioletnia Szkoła Podstawowa | 12          | 236            |
| 1971/72     | Dziewięcioletnia Szkoła Podstawowa | 10          | 230            |
| 1972/73     | Dziewięcioletnia Szkoła Podstawowa | 9           | 210            |
| 1973/74     | Dziewięcioletnia Szkoła Podstawowa | 8           | 190            |
| 1974/75     | Dziewięcioletnia Szkoła Podstawowa | 7           | 172            |
| 1975/76     | Szkoła Podstawowa                  | 7           | 183            |
| 1976/77     | Szkoła Podstawowa                  | 7           | 176            |
| 1977/78     | Szkoła Podstawowa                  | 7           | 179            |
| 1978/79     | Szkoła Podstawowa                  | 7           | 166            |
| 1979/80     | Szkoła Podstawowa                  | 7           | 154            |
| 1980/81     | Szkoła Podstawowa                  | 8           | 157            |
| 1981/82     | Szkoła Podstawowa                  | 8           | 149            |
| 1982/83     | Szkoła Podstawowa                  | 8           | 193            |
| 1983/84     | Szkoła Podstawowa                  | 8           | 198            |
| 1984/85     | Szkoła Podstawowa                  | 8           | 208            |
| 1985/86     | Szkoła Podstawowa                  | 8           | 215            |
| 1986/87     | Szkoła Podstawowa                  | 8           | 207            |
| 1987/88     | Szkoła Podstawowa                  | ?           | ?              |
| 1988/89     | Szkoła Podstawowa                  | ?           | ?              |
| 1989/90     | Szkoła Podstawowa                  | ?           | ?              |
| 1990/91     | Szkoła Podstawowa                  | ?           | ?              |
| 1991/92     | Szkoła Podstawowa                  | ?           | ?              |
| 1992/93     | Szkoła Podstawowa                  | ?           | ?              |
| 1993/94     | Szkoła Podstawowa                  | ?           | ?              |
| 1994/95     | Szkoła Podstawowa                  | ?           | ?              |
| 1995/96     | Szkoła Podstawowa                  | ?           | ?              |
| 1996/97     | Szkoła Podstawowa                  | ?           | ?              |
| 1997/98     | Szkoła Podstawowa                  | ?           | ?              |
| 1998/99     | Szkoła Podstawowa                  | ?           | ?              |
| 1999/2000   | Szkoła Podstawowa                  | ?           | ?              |
| 2000/01     | Szkoła Podstawowa                  | ?           | ?              |
| 2001/02     | Szkoła Podstawowa                  | 7           | 93             |
| 2002/03     | Szkoła Podstawowa                  | 7           | 89             |
| 2003/04     | Szkoła Podstawowa                  | 6           | 69             |
| 2004/05     | Szkoła Podstawowa                  | 6           | 82             |
| 2005/06     | Szkoła Podstawowa                  | 6           | 74             |
| 2006/07     | Szkoła Podstawowa                  | 6           | 70             |
| 2007/08     | Szkoła Podstawowa                  | 6           | 67             |
| 2008/09     | Szkoła Podstawowa                  | 6           | 66             |
| 2009/10     | Szkoła Podstawowa                  | 6           | 67             |
| 2010/11     | Szkoła Podstawowa                  | 6           | 68             |
| 2011/12     | Szkoła Podstawowa                  | 6           | 71             |
| 2012/13     | Szkoła Podstawowa                  | 6           | 75             |
| 2013/14     | Szkoła Podstawowa                  | 6           | 82             |
| 2014/15     | Szkoła Podstawowa                  | 6           | 83             |
| 2015/16     | Szkoła Podstawowa                  | 6           | 88             |
| 2016/17     | Szkoła Podstawowa                  | 8           | 98             |
| 2017/18     | Szkoła Podstawowa                  | 8           | 96             |
| 2018/19     | Szkoła Podstawowa                  | 8           | 96             |
| 2019/20     | Szkoła Podstawowa                  | 8           | 103            |
| 2020/21     | Szkoła Podstawowa                  | 8           | 104            |
| 2021/22     | Szkoła Podstawowa                  |             |                |
| 2022/23     | Szkoła Podstawowa                  |             | 98             |
| 2023/24     | Szkoła Podstawowa                  |             | 99             |

- Źródła:[2]

## Znani absolwenci
- Bronisław Poloczek (1939–2012)

## Dyrektorzy placówki
| Imię i nazwisko  | Lata sprawowania funkcji |
| ---------------- | ------------------------ |
| Leon Molenda     | 1927–1939                |
| Wincenty Potysz  | 1945–1952                |
| Stanisław Bury   | 1953–1977                |
| Jadwiga Sperling | 1977–1980                |
| Eugenia Kaňa     | 1980–1987                |
| Emilia Owczarzy  | 1987–1998                |
| Apolonia Mrózek  | 1998–2003                |
| Bohdan Prymus    | 2003–2018                |
| Monika Plášková  | od 2018                  |